# Lapsana
Lampsane, Lapsane
Genre
Lapsana, la Lampsane ou Lapsane, est un genre de plantes à fleurs de la famille des Asteraceae (syn. Compositae).

## Étymologie
Le mot lampsane et le latin lampsana,  lapsana ou  lapsane (chez Varron) viennent du grec λαμψάνη (lampsánē) ou λαψάνη (lapsánē), qui désignait chez Dioscoride une plante comestible, peut-être la moutarde des champs ou le radis, la ressemblance étant la forme des feuilles dites lyrées. Il est possible que ces mots dérivent du grec λάμπω (lámpō) « briller », ou de λαπάζω (lapázō), λαπάσσω (lapássō) « vider ». 

## Description

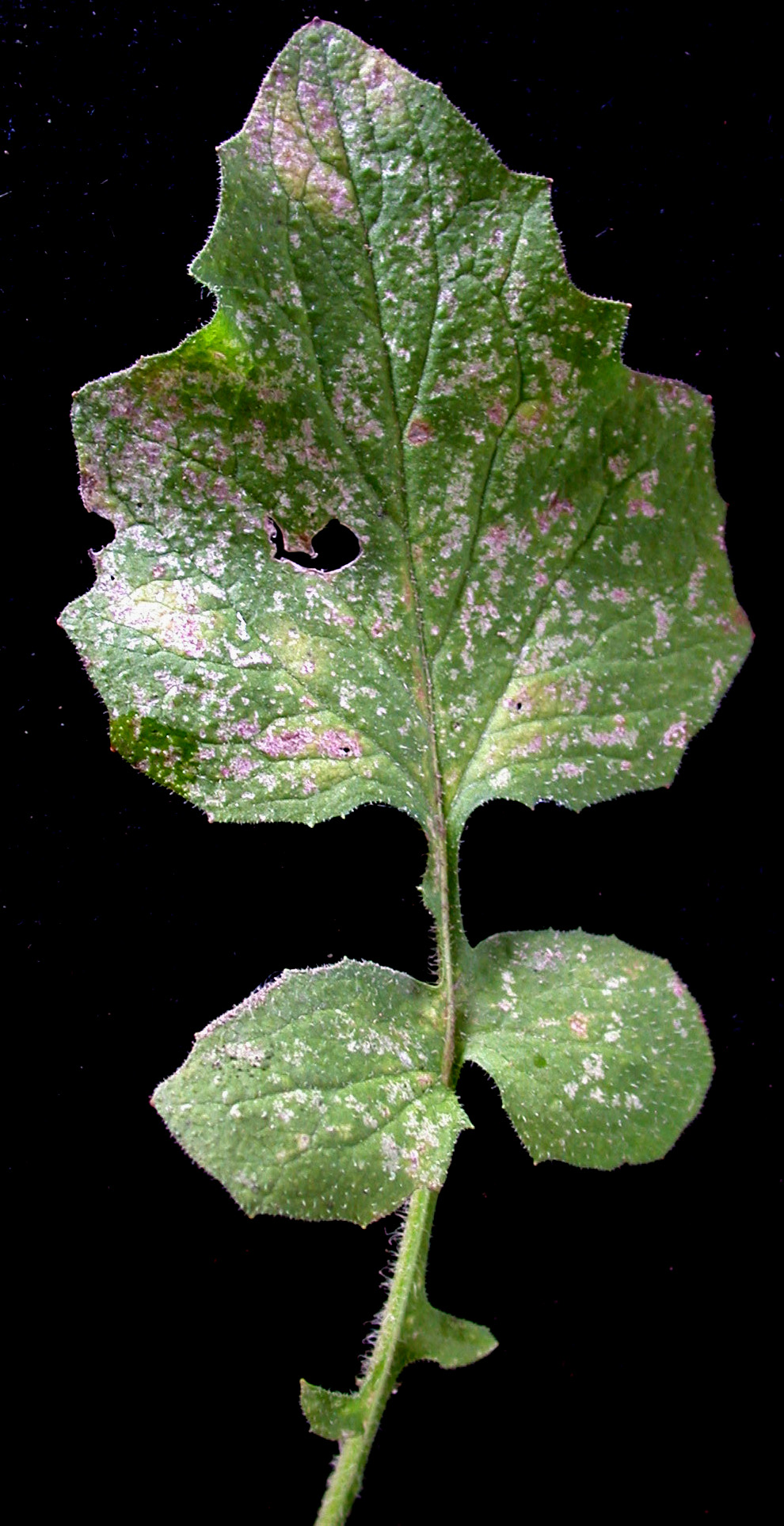
Feuille de Lapsana communis.

Ce sont des annuelles ou bisannuelles, hautes de 15 à 150 cm et portant des racines fibreuses. Les tiges sont solitaires, dressées, simples ou ramifiées, glabrescentes à clairsemées ou densément velues, avec souvent des poils glandulaires stipités. Les feuilles sont basales et caulinaires (mais pas en rosettes), avec un pétiole étroitement ailé ; les limbes sont ovales à suborbitaux (minces), à marges entières, dentées, ou lyrées-pennées proximales (les lobes terminaux sont plus grands que les latéraux, les faces sont glabrescentes à clairsemées velues ; les distaux sont sessiles, lancéolés, réduits).

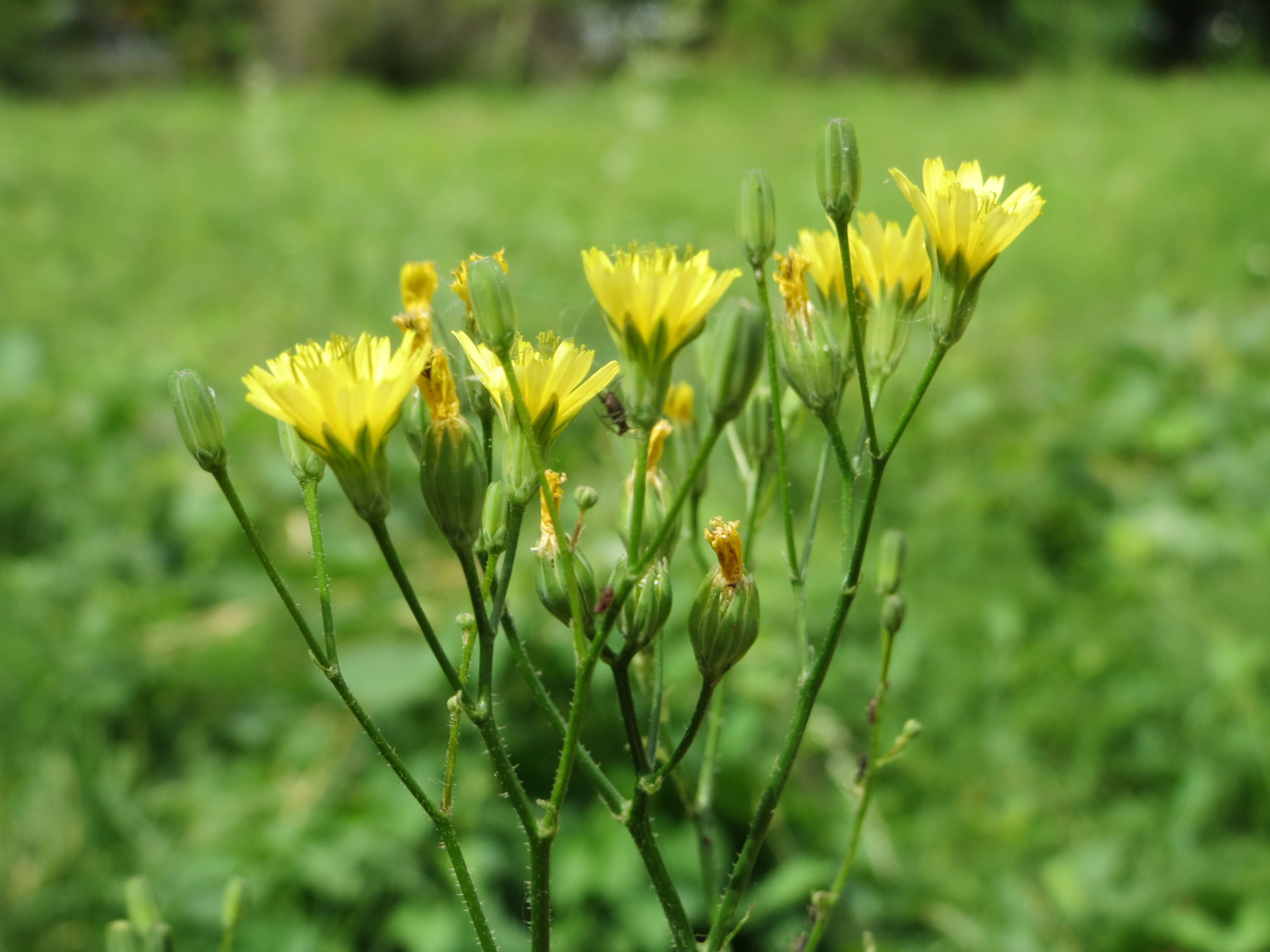
Inflorescences de Lapsana communis.

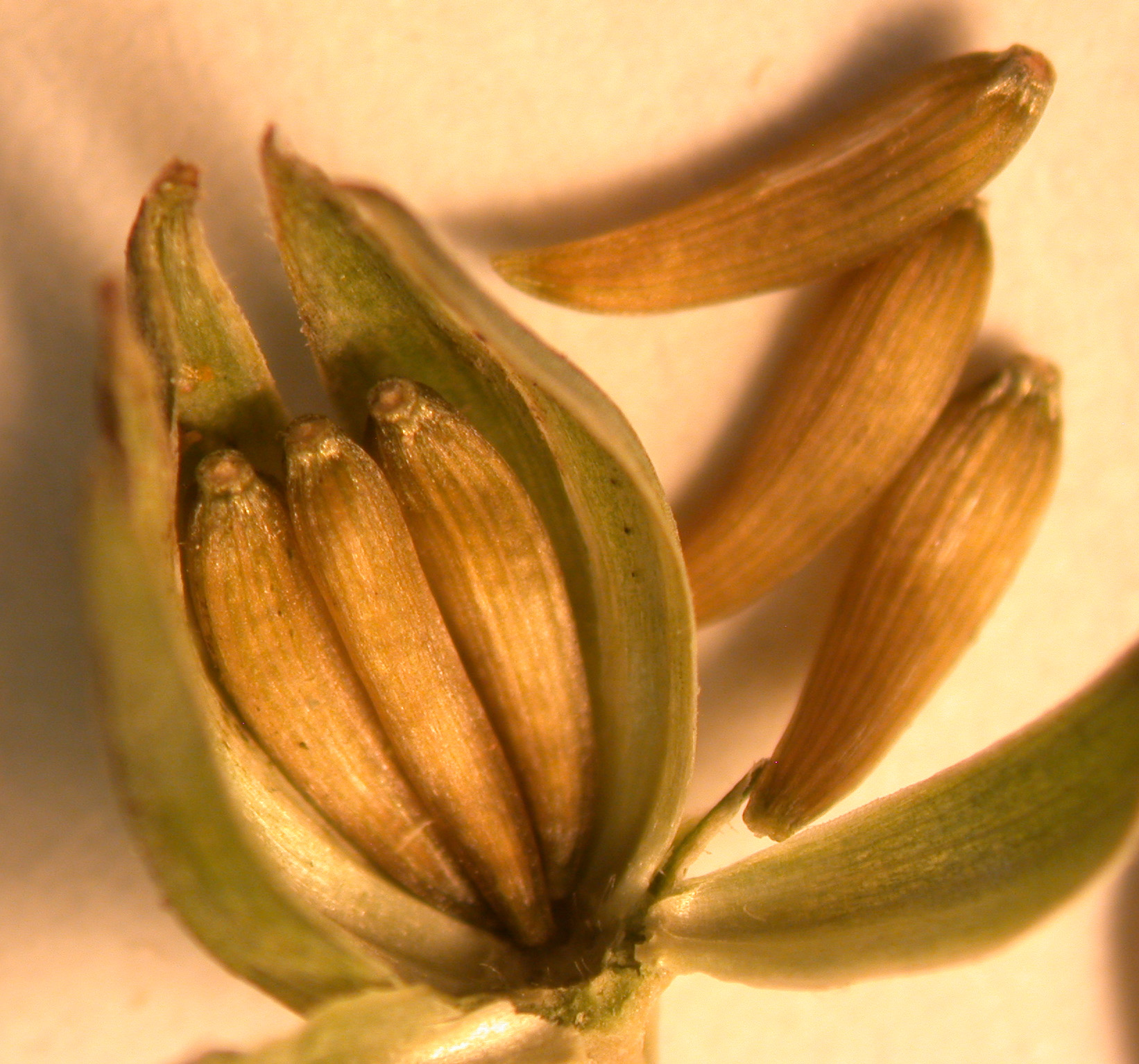
Fruits de Lapsana communis.

Les capitules sont disposés en corymbes à thyrses ouverts. Les pédoncules (minces) sont légèrement gonflés à l'extrémité, sans bractées. Les calicules sont composés de quatre ou cinq bractéoles subulées ou en forme d'écaille, glabres. Les involucres sont cylindriques à campanulés, mesurant de 2 à 5 mm de diamètre. Les bractées involucrées sont au nombre de 8 à 10 en une série, linéaires-oblongues, à peu près égales, (fortement carénées) ; les marges sont vertes, non scarieuses, les sommets sont aigus, les faces sont glabres. Les réceptacles sont plats, lisses, glabres. Les fleurs sont au nombre de 8 à 15, à corolles jaunes. Les fruits sont des cypsèles dimorphes (les plus externes sont beaucoup plus longs que les plus internes), de couleur brun clair à brun doré, subcylindriques, courbés, sans bec, à environ 20 côtes, glabres ; sans pappus.

## Systématique
Le nom correct complet (avec auteur) de ce taxon est Lapsana L., publié en 1753 par le naturaliste suédois Carl von Linné.
Ce genre porte en français le nom vulgaire de « Lampsane » ou « Lapsane ».

### Liste des espèces
Selon la Global Compositae Database (28 mai 2024) :
- Lapsana chondrilloides L.
- Lapsana communis L.
- Lapsana crassifolia Vahl ex DC.
- Lapsana lampsanaefolia Mill.
- Lapsana taraxacoides Forssk.
- Lapsana taraxaconoides J.F.Gmel.

Le genre Lapsana comprenait auparavant environ neuf espèces, dont certaines originaires d'Asie de l'Est. Sur la base d'une analyse cladistique de caractères morphologiques, les espèces d'Asie de l'Est ont été déplacées vers le genre Lapasanastrum, un groupe monophylétique fortement soutenu caractérisé par des bractées involucrées étalées et une anatomie distinctive des fruits.

### Synonymes
Lapsana L. a pour synonymes :
- Lampsana Mill. in Gard. Dict. Abr., ed. 4.: [s.p.] (1754), nom. superfl.
- Lalda Bubani in Fl. Pyren. 2: 44 (1899)